# Lucila Bettina Cruz Velázquez
Lucila Bettina Cruz Velázquez, conocida como Bettina Cruz (Juchitán, Oaxaca) es una defensora de derechos humanos mexicana originaria del pueblo binnizá. Integrante de la Red Nacional de Resistencia Civil contra las Altas Tarifas de Energía Eléctrica, Congreso Nacional Indígena, Mujeres del Concejo Indígena de Gobierno y Red Nacional de Defensoras de Derechos Humanos en México. Es una de las fundadoras de la Asamblea de los Pueblos Indígenas del Istmo de Tehuantepec en Defensa de la Tierra y el Territorio, organización que lidera la defensa de las tierras comunales del Istmo de Tehuantepec contra los proyectos de energía eólica que han despojado del territorio a los pueblos originarios. Desde 2018, tiene medidas cautelares de protección otorgadas por la Comisión Interamericana de Derechos Humanos derivado de amenazas y ataques significativos por su activismo.

## Biografía
Bettina Cruz ha sido defensora de las causas sociales desde su adolescencia, con tan sólo 13 años lideró una huelga en su escuela en Juchitán, Oaxaca en contra del costo del transporte escolar, exigió que se redujera el costo y la resistencia duró un año hasta que se logró el objetivo. Al terminar la secundaria, la dirección decidió que no le entregarían carta de buena conducta, documento que suele ser requisito de ingreso a instituciones de nivel medio superior. Al concluir la secundaria, se instaló en la Ciudad de México.

### Trayectoria profesional
Bettina Cruz estudió Ingeniería Agrícola en la Universidad Nacional Autónoma de México donde se unió al movimiento estudiantil en 1986. Obtuvo el grado de maestría en Desarrollo Rural Regional por la Universidad Autónoma de Chapingo, con su investigación Globalización y Comunalidad en el Istmo de Tehuantepec: Megaproyecto Excluyente o Pacto Regional Alternativo, por la que recibió en el 2000, el premio Arturo Fregoso Urbina otorgado a las mejores tesis de posgrado. Estudió en la Universidad de Barcelona del 2002 al 2007 sus estudios de doctorado en Planificación Territorial y Desarrollo Regional con apoyo del programa internacional de becas International Fellowships Program de la Fundación Ford para estudiantes de los pueblos originarios. Su línea de investigación fue el desarrollo regional en el Istmo de Tehuantepec, una perspectiva desde el territorio.
Mientras realizaba su tesis doctoral comenzó a escuchar las inquietudes de la comunidad, una duda frecuente era sobre los contratos firmados con las empresas que rentaban sus tierras. Al principio, la investigación tenía el propósito de informar a los pobladores, pero se dio cuenta de que los estaban engañando. Al comunicarles lo que estaba sucediendo para que no siguieran entregando sus tierras a los megaproyectos, la gente se organizó, y ella apoyo a lidera el movimiento. Así fue como en 2007 nació la Asamblea de los Pueblos Indígenas del Istmo de Tehuantepec en Defensa de la Tierra y el Territorio.

## Activismo

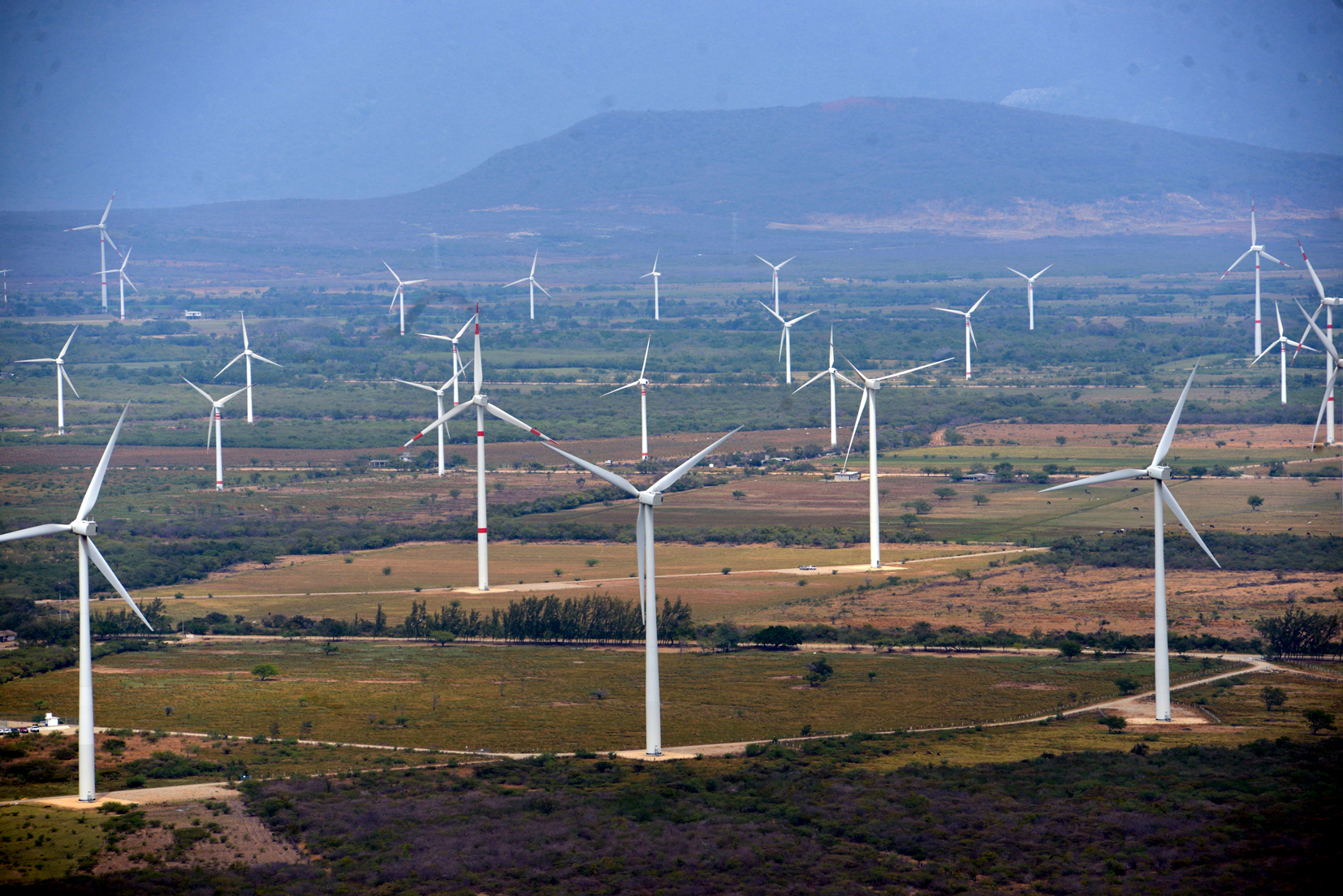
Parque Eólico en el Istmo de Tehuantepec

Ha participado en el movimiento de resistencia civil contra las altas tarifas de la electricidad y la lucha frente a los megaproyectos eólicos, se ha manifestado en contra de las empresas multinacionales de la energía eléctrica que han organizando el despojo en el Istmo de Tehuantepec, con la excusa de promover el desarrollo sostenible con energía renovable. Bettina Cruz ha trabajado para expresar las preocupaciones y necesidades de los pueblos originarios, en la que hay un número significativo de personas analfabetas, por lo que es fácil que personas ajenas se aprovechen de las comunidades vulnerables respecto a sus derechos territoriales. 

### La lucha contra los gigantes energéticos y parques eólicos
Bettina Cruz denunció las prácticas depredadoras de las grandes empresas multinacionales de la energía en el Istmo como: la empresa española Renovalia, Gas Natural Fenosa y Gamesa; la francesa EDF, la italiana ENEL o la japonesa Mitsubishi.  Iberdrola, quien ha sido una de las principales beneficiarias de la ley de privatización con rentabilidades por arriba de la media. Este gigante energético es acusado de realizar grupos de presión, también conocido como lobby en favor de la liberalización energética ante distintos niveles de gobierno y de promoverse como ambientalista, a pesar de que sólo 4 por ciento de su producción está basada en energías renovables.
Con el propósito de asegurar los parques eólicos, las compañías han corrompido autoridades civiles y agrarias, a través de instituciones gubernamentales contratan a personas de las comunidades para labores de convencimiento y hostigamiento (amenazas). En Oaxaca, se inició la lucha en defensa de su territorio frente a los intereses de las empresas trasnacionales de ocupar las tierras ejidales y comunales para instalar generadores de energía eólica. La población de la región se ha opuesto a estas prácticas, sosteniendo que mediante convenios ilegales se les ha despojado de sus territorios para la construcción de parques eólicos en diversas zonas del Istmo, sin beneficios ni ganancias.
En Oaxaca existen más de 21 parques eólicos en funcionamiento, cuya instalación ha ocasionado el despojo de tierras, alteración de las formas de subsistencia, costumbres y creencias de las comunidades indígenas desde los años 90. Para colocar cada aerogenerador es necesario exterminar casi media hectárea de selva, incluso manglares protegidos. El ruido, mantenimiento y cambio de aceite de más de 1,900 generadores  representando un grave peligro para el ecosistema y que generarán grandes cementerios de aves migratorias y murciélagos.

### Logros
La lucha ha cosechado algunos logros importantes como suspender definitivamente dos parques eólicos ante el Gobierno de México, obtener el reconocimiento de tierras comunales y se ha logrado obligar al gobierno a realizar consulta previa e informada. También se determinó que para que los parques eólicos sean sostenibles resulta necesario que se estudie su impacto social, económico y ecológico durante todo su ciclo de vida, desde la fabricación e instalación, hasta su desecho.
El pueblo binnizá, representado por Bettina Cruz ha llevado con éxito ante la Organización de las Naciones Unidas y el Banco Interamericano de Desarrollo sus reclamos sobre la falta de respeto y garantía de derechos humanos, tanto por el gobierno de México, como por las empresas involucradas. Alejandra Gonza, directora de la Clínica de Derechos Humanos de la Universidad de Washington, funge como su representante ante organismos internacionales. La Clínica de Derechos Humanos reconoció en un comunicado que el pueblo binnizá ha llevado una lucha ante la imposición del proyecto Eólica del Sur, en Juchitán. Bettina Cruz se ha centrado en detener definitivamente este proyecto, que pretendía ser el más grande de América Latina y que cuenta con el apoyo del gobierno mexicano.

## Agresiones
Las y los integrantes de la Asamblea de los Pueblos Indígenas del Istmo de Tehuantepec en Defensa de la Tierra y el Territorio han sufrido agresiones, amenazas de muerte, lesiones e incluso han fallecido personas en enfrentamientos, ante la indiferencia de las autoridades, quienes han permitido los actos de intimidación y abusos de diversos tipos. 
En el año 2011 fue detenida y agredida por la policía de Oaxaca por informar a las comunidades sobre sus derechos a la propiedad de la tierra. Debido a este episodio de violencia por parte de la policía, la Oficina para la Defensa de los Derechos Humanos del Estado de Oaxaca ordenó unas primeras medidas cautelares de protección locales para Bettina Cruz. En este mismo año, el 21 de octubre de 2011 fue amenazada de muerte cuando unos 50 trabajadores de una empresa de parques eólicos llegaron a unas tierras del pueblo zapoteca de Unión Hidalgo, en el estado de Oaxaca.
El 22 de febrero de 2012, Bettina fue detenida por agentes federales que no estaban uniformados, ni contaban con una orden de aprehensión, y no le informaron las razones de su detención. La trasladaron ante la autoridad ministerial en vehículos que no portaban identificación visible. A partir de su detención, estuvo incomunicada durante más de tres horas antes de ser consignada ante el juez en el Centro de Readaptación Social de Tehuantepec, debiendo pagar quince mil pesos como caución para obtener su libertad.
Durante su lucha, Bettina ha sido amenazada, perseguida, hostigada y encerrada varias veces en la cárcel por su labor en defensa del medio ambiente y los derechos humanos. Desde febrero de 2012, ha estado bajo medidas de protección por parte de la Defensoría Pública de los Derechos Humanos del Pueblo de Oaxaca y, en noviembre de 2012, por parte del Mecanismo de Protección de Personas Defensoras y Periodistas del Gobierno Federal. Además, la Defensoría de los Derechos Humanos del Estado de Oaxaca había concedido previamente medidas de protección a su favor el 14 de noviembre de 2011. A pesar de que se ha otorgado la protección de estos mecanismos, los ataques y el acoso no han cesado. A partir de 2018, las medidas cautelares de protección fueron otorgadas por la Comisión Interamericana de Derechos Humanos.